# بخش اموریا
بخش اموریا (به لاتین: Amuria District) یک سکونتگاه مسکونی در اوگاندا است که در اوگاندا واقع شده‌است.

## خصوصیات
بخش اموریا ۳۱۵٬۹۰۰ نفر جمعیت دارد.